# Finlands ytterpunkter
Detta är en lista över Finlands ytterpunkter, alltså de platser på land som ligger längst norrut, söderut, österut och västerut i Finland.

## Latitud och longitud
Nordligaste punkt
- Nuorgam, Utsjoki, landskapet Lappland (koordinater 70°04′57″N 27°53′03″Ö / 70.08250°N 27.88417°Ö)

Östligaste punkt
- Virmajärvisjön, Ilomants, landskapet Norra Karelen i  (koordinater 62°54′31″N 31°35′11″Ö / 62.90861°N 31.58639°Ö)

Sydligaste punkt
totalt: Bogskär, Föglö, Åland (koordinater 59°30′30″N 20°21′12″Ö / 59.50833°N 20.35333°Ö)
på fastlandet: Tulludden, Hangö, landskapet Nyland (koordinater 59°49′01″N 22°54′29″Ö / 59.81694°N 22.90806°Ö)
Västligaste punkt
totalt: Märket, Södra Kvarken, Eckerö, Åland (koordinater 60°18′13″N 19°08′07″Ö / 60.30361°N 19.13528°Ö)
på fastlandet: Treriksröset, Enontekis, landskapet Lappland (koordinater 69°03′34″N 20°32′50″Ö / 69.05944°N 20.54722°Ö)

## Högsta punkt
- Haldefjäll med 1 324 m, Enontekis, landskapet Lappland (koordinater 69°18′32″N 21°15′52″Ö / 69.30889°N 21.26444°Ö)
- Ridnitšohkka (1 316 m)

## Lägsta punkt
- Östersjön havsnivå 0 m.